# Pterostichus cursitor
Pterostichus cursitor är en skalbaggsart som beskrevs av Leconte 1852. Pterostichus cursitor ingår i släktet Pterostichus och familjen jordlöpare. Inga underarter finns listade i Catalogue of Life.